# Friedrich Jagiello

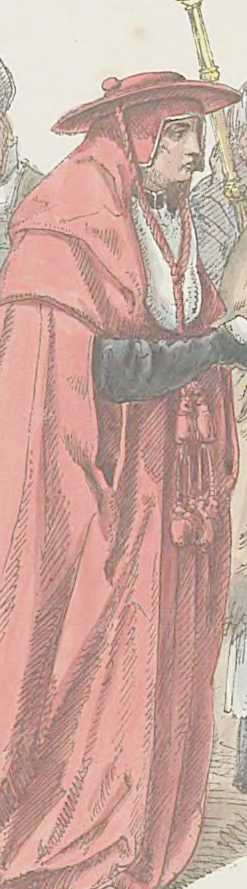
Jagiello der Kardinal (Historiengemälde von Jan Matejko)

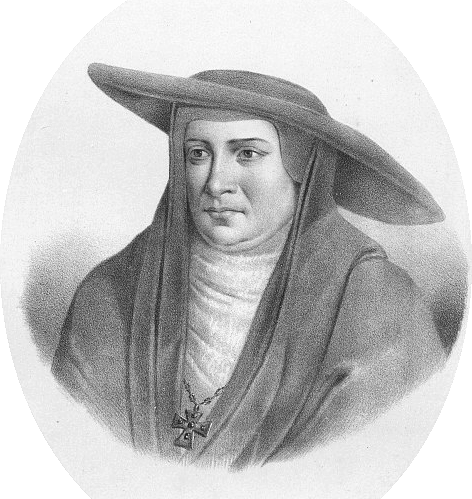
Kardinal Friedrich Jagiello

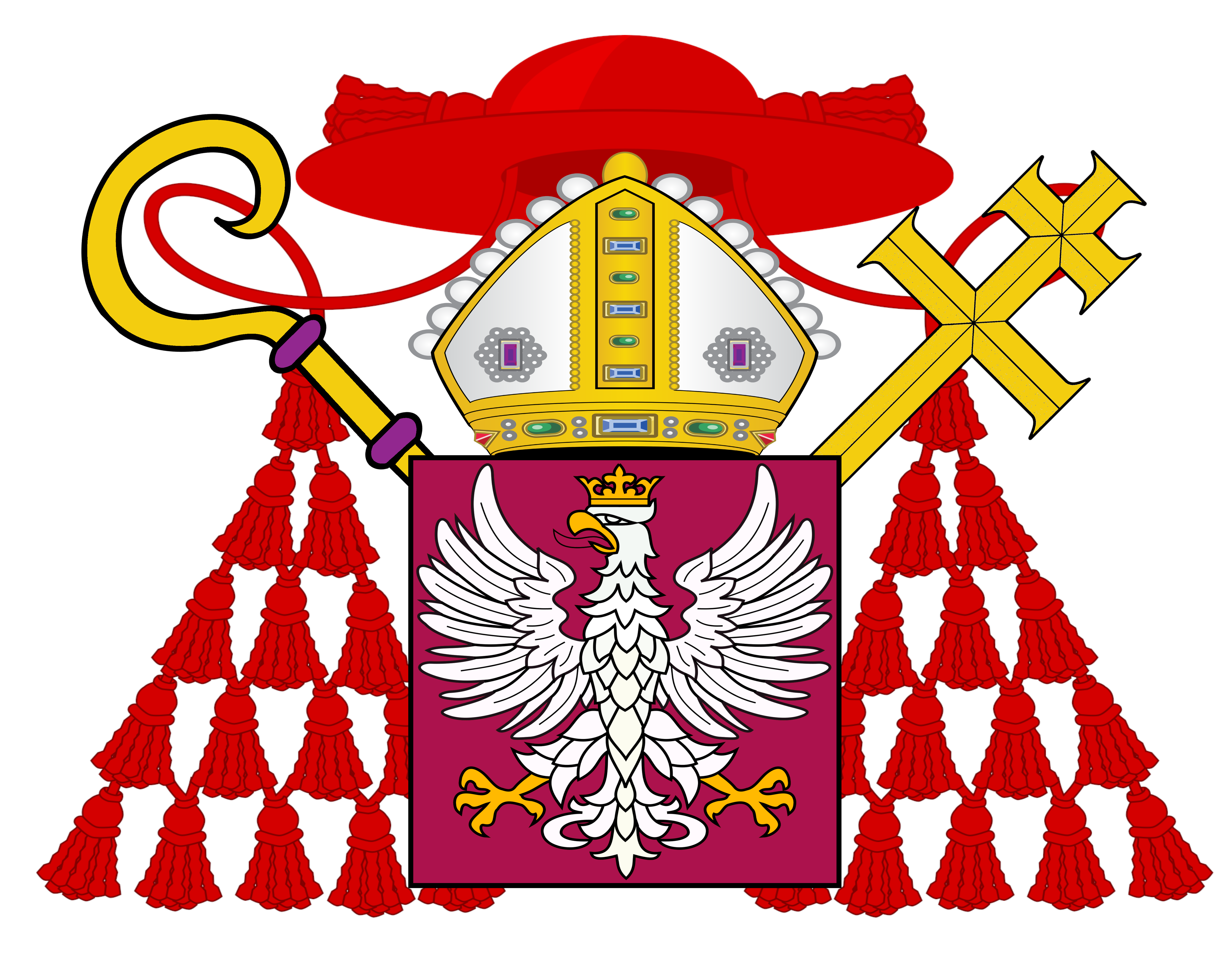
Kardinalswappen (schematische Nachzeichnung)

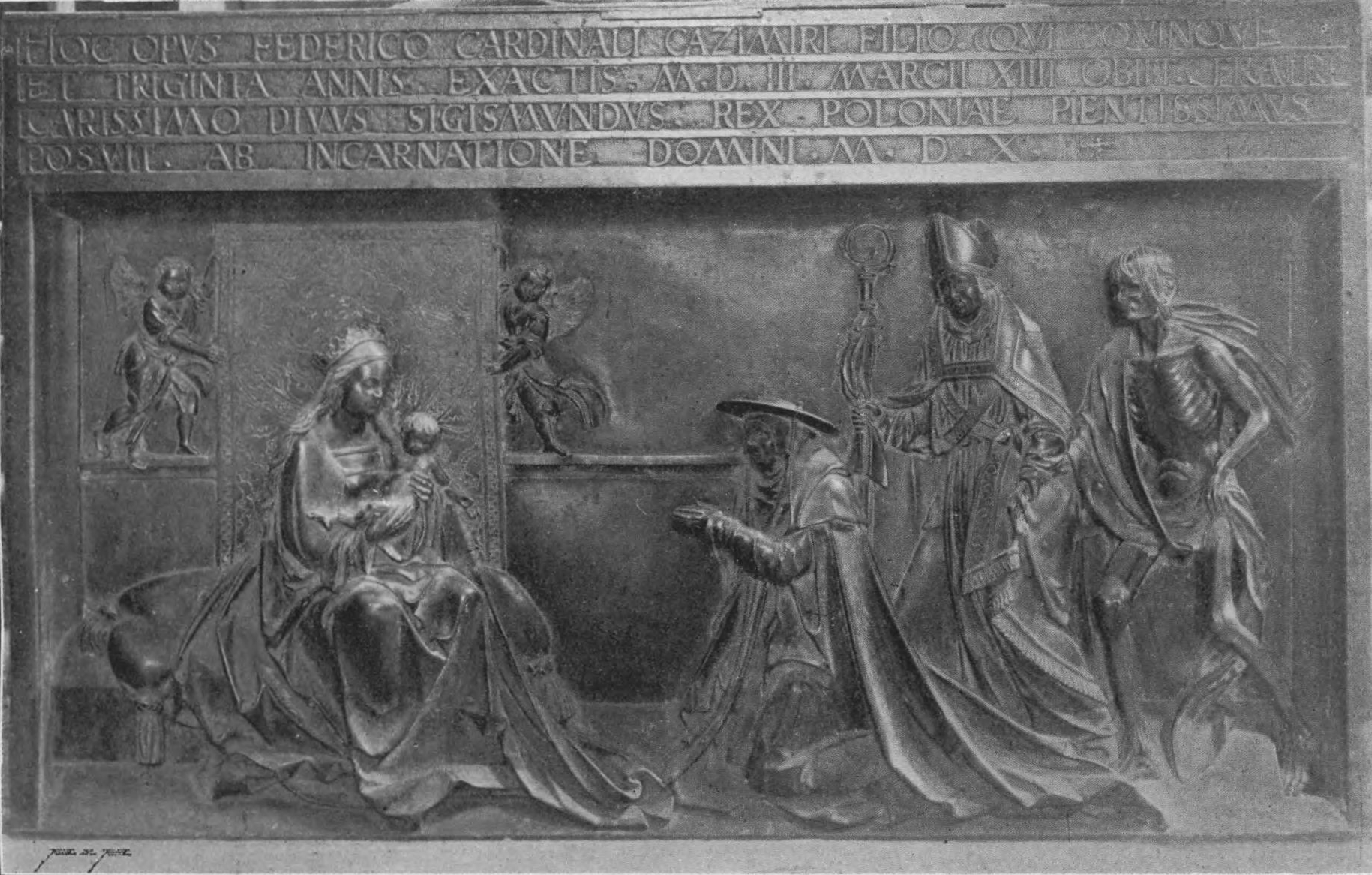
Darstellung auf der Grabplatte

Friedrich Jagiello, poln. Fryderyk Jagiellończyk (* 27. April 1468 in Krakau, Polen; † 13. März 1503 in Krakau), polnischer Prinz und Herzog von Litauen, war Bischof von Krakau, der Erzbischof von Gniezno, Kardinal sowie Primas von Polen-Litauen.

## Leben
Er war der Sohn des Königs Kasimir IV. von Polen und Großfürst von Litauen (1427–1492) aus dessen Ehe mit Elisabeth von Habsburg (1437–1505), eine Tochter des römisch-deutschen Königs Albrecht II. (1368–1437) aus dem Haus Luxemburg. Auch die Jagiellonen sind ein altes Adelsgeschlecht.
Friedrich wurde am 19. April 1488 vom Domkapitel zum Bischof von Krakau gewählt, am 2. Mai 1488 von Papst Innozenz VIII. bestätigt, am 24. März 1493 in Krakau zum Priester geweiht und am 20. September 1493 von Papst Alexander VI. zum Kardinal kreiert mit der Titeldiakonie Santa Lucia in Septisolio. Am 2. Oktober 1493 erfolgte die Ernennung zum Erzbischof von Gniezno und die Bischofsweihe erhielt er am 21. Dezember 1493. Als Metropolit von Gniezno und Primas von Polen-Litauen hatte er das Recht, die polnischen Könige zu krönen. Es ist anzunehmen, dass er seinen Bruder Alexander im Jahre 1501 zum König von Polen gekrönt hat.
Im Alter von 34 Jahren verstarb Friedrich. In der Wawel-Kathedrale in Krakau befindet sich eine Grabplatte gefertigt vom Künstler Hermann Vischer der Jüngere.